# Сігамарі Діарра
Сігамарі Діарра (фр. Sigamary Diarra, нар. 10 січня 1984, Вільпент) — малійський футболіст, півзахисник та нападник клубу «Валансьєн» та національної збірної Малі.

## Клубна кар'єра
Народився 10 січня 1984 року в місті Вільпент. Вихованець футбольної школи клубу «Кан». Дорослу футбольну кар'єру розпочав 2002 року в основній команді того ж клубу, в якій провів один сезон, взявши участь у 23 матчах чемпіонату Ліги 2.
Після успішного першого сезону гравця помітили провідні французькі клуби. «Сошо» вирішив отримати молодого півзахисника та запропонував йому контракт з хорошою заробітною платою. Сігамарі прийняв пропозицію клубу та підписав контракт на три роки. Однак, гра у півзахисника не склалася, і протягом двох років він зрідка з'являвся на полі, здебільшого виступаючи за другу команду. 
Через це 2005 року Сігамарі довелося в «Лаваль», що виступав у Лізі 2. Діарра став для команди одним з основних гравців, проте не зміг врятувати її від вильоту до Ліги 3 у першому ж сезоні. Протягом двох сезонів він зіграв в 57 матчах та забив 1 м'яч. 
Влітку 2007 року хавбек отримав пропозицію від «Туру», який також виступав у Лізі 3. У першому ж сезоні він допоміг команді підвищитись у класі, а у наступному ледь не вийти до французької еліти. За ці два сезони Сігамарі взяв участь у 71 матчі та забив 6 м'ячів. 
Своєю грою за останню команду привернув увагу представників тренерського штабу «Лор'яна» з Ліги 1, до складу якого приєднався влітку 2009 року. Відіграв за команду з Лор'яна наступні три сезони своєї ігрової кар'єри. Більшість часу, проведеного у складі «Лор'яна», був основним гравцем команди.
3 липня 2012 року Діарра перейшов до «Аяччо». У корсиканському клубі провів два сезони, зігравши 54 матчі.
До складу клубу «Валансьєн» приєднався 22 серпня 2014 року. Наразі встиг відіграти за команду з Валансьєна 82 матчі в національному чемпіонаті.

## Виступи за збірну
Незважаючи на те, що Діарра народився у Франції, 2004 року він дебютував в офіційних матчах у складі національної збірної Малі. 
У складі збірної був учасником Кубка африканських націй 2013 року у ПАР.
Наразі провів у формі головної команди країни 19 матчів, забивши 1 гол.

## Титули і досягнення
- Бронзовий призер Кубка африканських націй: 2013